# Błogosławieństwo ziemi
Błogosławieństwo ziemi (norw. Markens Grøde) – powieść norweskiego pisarza Knuta Hamsuna z 1917, stanowiąca jego opus magnum. W 1920 autor otrzymał za to dzieło Nagrodę Nobla, dzięki której stał się znany na świecie.

## Treść
Powieść, według Witolda Nawrockiego, jest arcypoematem na cześć ludzkiej pracy, ziemi i trudu rolnika, a także pomnikiem ukochania norweskiej przyrody. Dotyczy zagospodarowania Nordlandu przez ciężko pracujących pionierów, zmagających się z dziką przyrodą i nieurodzajną ziemią. Rodzina Izaka (założyciela gospodarstwa) i Sywerta usiłuje w tym nieprzyjaznym terenie zbudować dom i szczęście rodzinne. Dzieło charakteryzuje spokojna, epicka narracja o wyraźnym heroizacyjnym zamiarze stylizacyjnym. Pokazuje czytelnikowi etyczny wymiar pracy rolnika i etos jego działań. Z drugiej strony wskazuje na niweczący naturalny porządek charakter działalności ludzi z miast. Sywert w pracy na roli odnajduje sens swego istnienia, a podstawę egzystencji w dziedziczeniu gospodarstwa. Zajmujący się handlem Elizeusz staje się osobą miejską, a po stracie majątku nie ma realnych podstaw bytu. Przestaje być chłopem, ale nie staje się pełnoprawnym, drapieżnym mieszczaninem (pospiesznym człowiekiem teraźniejszości), rzuconym w miasto będące epicentrum rozkładu i w oderwany od ziemi kapitalizm. 

## Przesłanie
Hamsun uważał za wartościową wyłącznie pracę na roli. Praca miała dla niego sens, gdy harmonijnie współgrała z naturą. Upatrywał piękna i nadziei dla ludzkości w jej powrocie do naturalnego trybu życia i zachowaniu szacunku do otoczenia. Pochwałę wiejskiego życia wyraził ustami wiecznego wędrowca, Geisslera, pochodzącego z rodu pionierów, odkrywców i eksperymentatorów. Ci, którzy przyszli po nim byli już zupełnie inni, efemeryczni i gwałtowni: Mój syn jest błyskawicą, która jest właściwie niczym, błyśnięciem bezużytecznym, on może zajmować się handlem. Syn mój jest typem człowieka naszych czasów, wierzy święcie w to, czego dzisiejsze czasy go nauczyły, czego nauczył go Żyd i Jankes. Cywilizację przemysłową Hamsun uważał za pęd w nicość i wyścig prowadzący do klęski. Ze zrozumienia tego narodzić może się tylko lęk, rozpacz i protest. Cywilizacja miejska rodzi według niego tylko tęsknotę za pustymi wartościami, których uosobieniem jest wszystko, co amerykańskie.
Historia Izaka ma wymiar mityczny w tradycjonalistycznym rozumieniu. Czytelnik nie ma do czynienia z czymś, co było dawno, albo co zostało wymyślone, ale z czymś, co zawsze jest aktualne i siłą przekazu kształtuje rzeczywistość zarówno w przeszłości jak i w teraźniejszości. Symboliczny wymiar ludzkiego życia i prostych czynności, które wykonuje, staje się niezwykle widoczny jedynie w egzystowaniu w bezpośredniej bliskości przyrody, zgodnie z rytmem dnia, nocy i pór roku. Relacja rolników z ziemią i naturą jest dwuznaczna. Z jednej strony muszą z nią walczyć, a z drugiej wsłuchiwać się w jej rytm i pragnienia.
Autor zwraca również uwagę na problem dzieciobójstwa. Pokazuje kontrast pomiędzy kobietą ze wsi z rozpaczą zabijającą swoją córkę z zajęczą wargą, chcąc oszczędzić jej losu wyśmiewanego pokraki, a kobietą miejską, cynicznie uśmiercającą swe potomstwo, by uniknąć uzależnienia się od rodziny i by nie ponieść konsekwencji popełnionych czynów.